# Weezer (The Red Album)
Weezer ist das sechste Studio-Album der gleichnamigen amerikanischen Band, veröffentlicht 2008 bei Geffen Records. Da bereits das erste und das dritte Album den Namen der Band trug, unterschied man auch beim sechsten anhand der Farbe der Titelbilder: Das erste Album wurde als The Blue Album, das dritte als The Green Album und das sechste als The Red Album bezeichnet.
Die größte Veränderung zu den vorherigen Alben ist, dass nicht mehr Frontman Rivers Cuomo alleiniger Songschreiber und Sänger der Songs ist.

## Titellisten

### Reguläre Version
1. Troublemaker
2. The Greatest Man That Ever Lived (Variations on a Shaker Hymn)
3. Pork and Beans
4. Heart Songs
5. Everybody Get Dangerous
6. Dreamin'
7. Thought I Knew
8. Cold Dark World
9. Automatic
10. The Angel And The One

### Deluxe Edition
Neben der regulären Version, ist auch noch eine Deluxe Edition als Digipak veröffentlicht worden. Diese enthält zusätzlich zu einem umfangreichen Booklet auch noch 4 weitere Titel als Bonustracks.
1. Miss Sweeney
2. Pig
3. The Spider
4. King

- Tracks 1–6 und 10–14 wurden von Rivers Cuomo geschrieben
- Track 7 wurde von Brian Bell geschrieben
- Track 8 wurde von Scott Shriner und Rivers Cuomo geschrieben
- Track 9 wurde von Patrick Wilson geschrieben

### Bonustracks
Sowohl auf der regulären, als auch auf der Deluxe Edition sind abhängig vom Veröffentlichungsland folgende Bonustracks zu finden.
- The Weight: eine Coverversion von The Band.
  - Internationale Version (Alle außer USA)
- Life’s What You Make It: eine Coverversion von Talk Talk.
  - Englische und japanische Version
- Merry-Chri (Meri Kuri) eine Coverversion von BoA.
  - Japanische Version
- It’s Easy
  - iTunes Bonustrack, geschrieben von Brian Bell
- I Can Love
  - iTunes Pre-Order Bonustrack, geschrieben von Rivers Cuomo

## Singles

### Pork and Beans E.P.
1. Pork and Beans
2. Are friends electric? (Live)
3. Oddfellows Local 151
4. Pork and Beans (Naked Version)

- Pork and Beans wurde in Deutschland bisher lediglich im iTunes Store als E.P. veröffentlicht.
- In England ist Pork and Beans sowohl auf CD, als auch als Vinyl-Single in zwei verschiedenen Versionen erschienen. In den USA wurde lediglich eine Vinyl-Single veröffentlicht.
- Der Song Are friend electric? ist eine Coverversion von Tubeway Army.
- Der Song Oddfellows Local 151 ist eine Coverversion von R.E.M.
- Der Song Love my way ist eine Coverversion von The Psychedelic Furs und wurde nur auf einer der beiden Versionen der englischen Vinyl-Single veröffentlicht.